# Red Porsche Killer

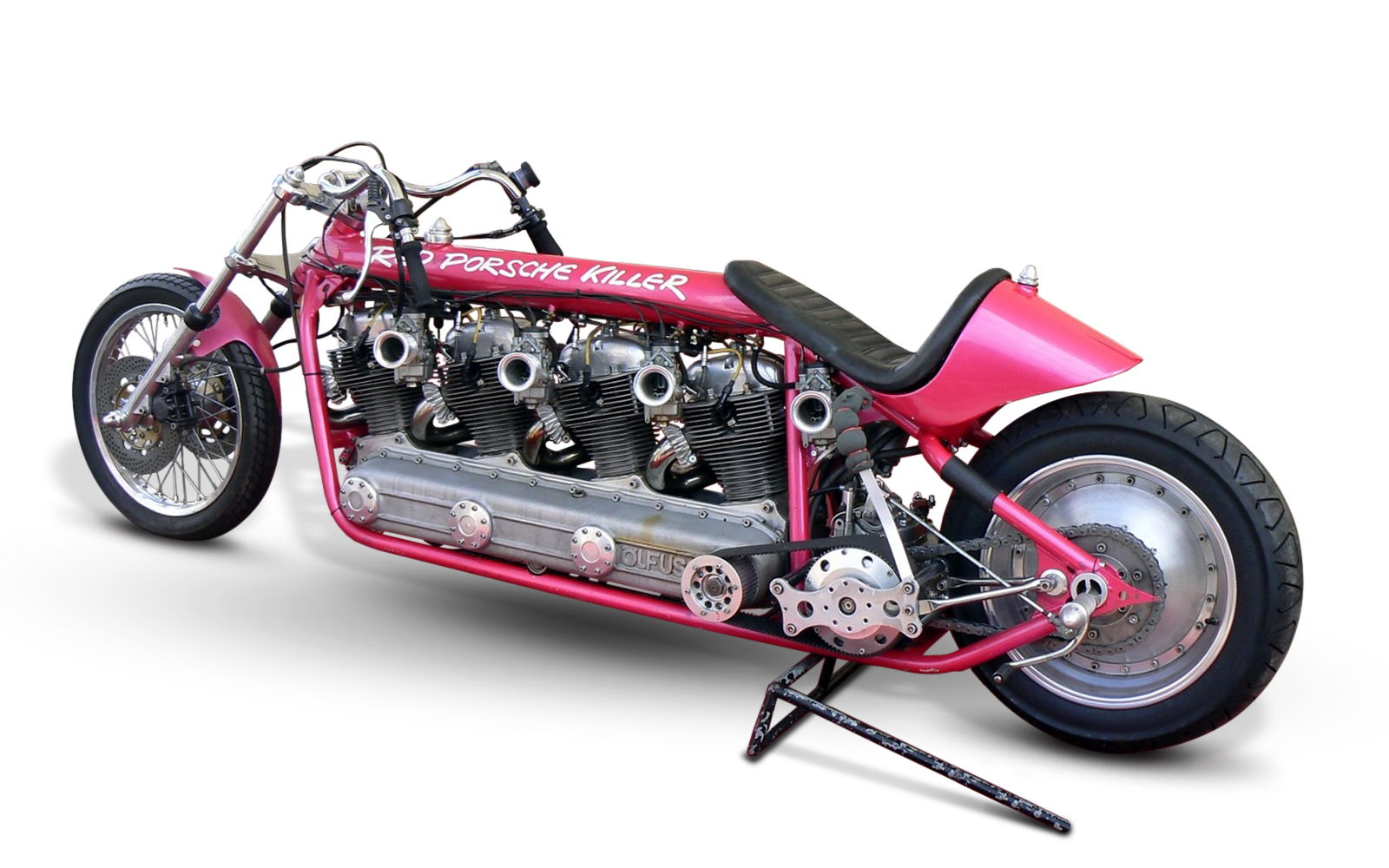
Der Red Porsche Killer auf dem technischen Stand von 2007

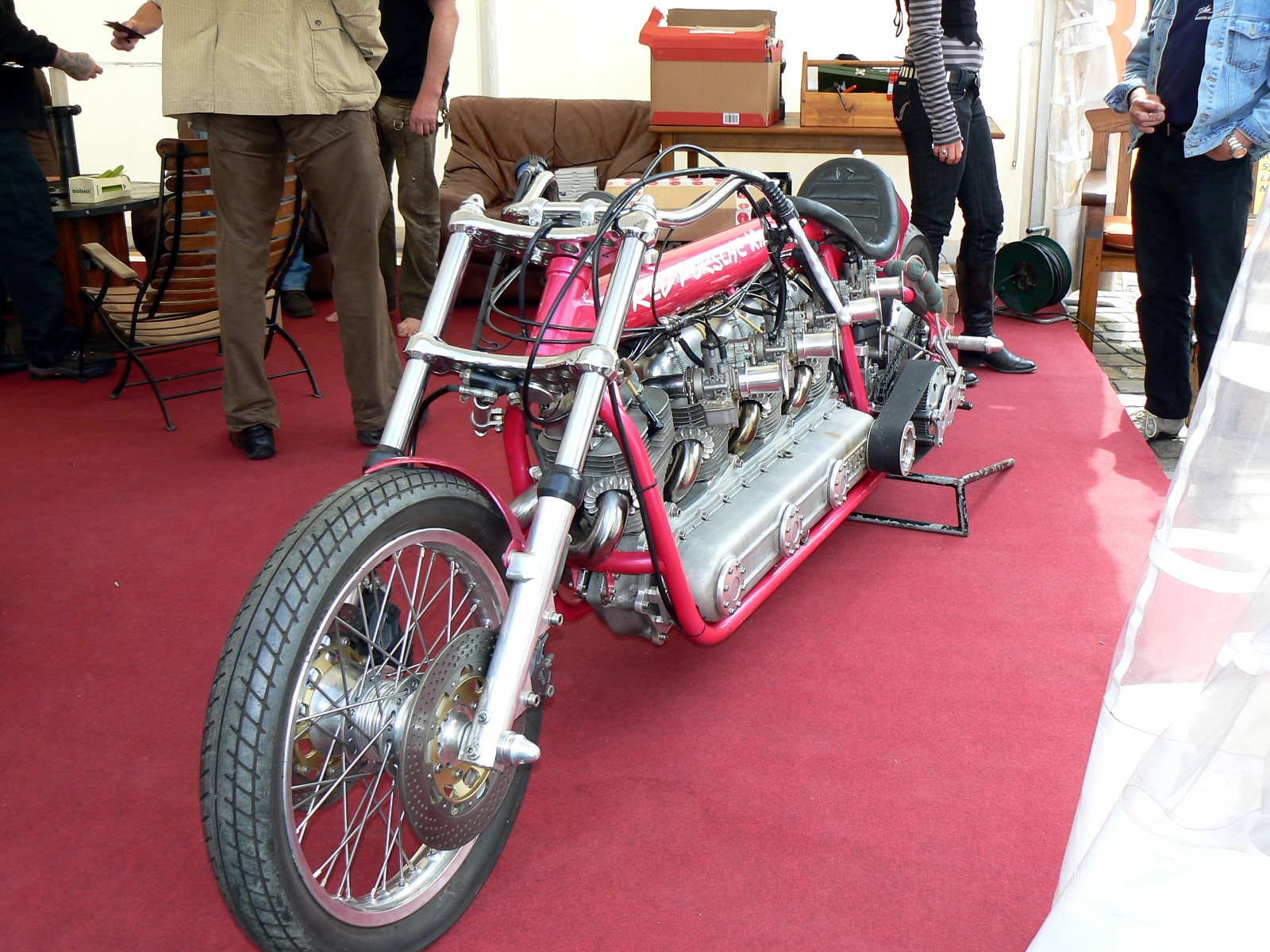
Ansicht von vorne (2007)

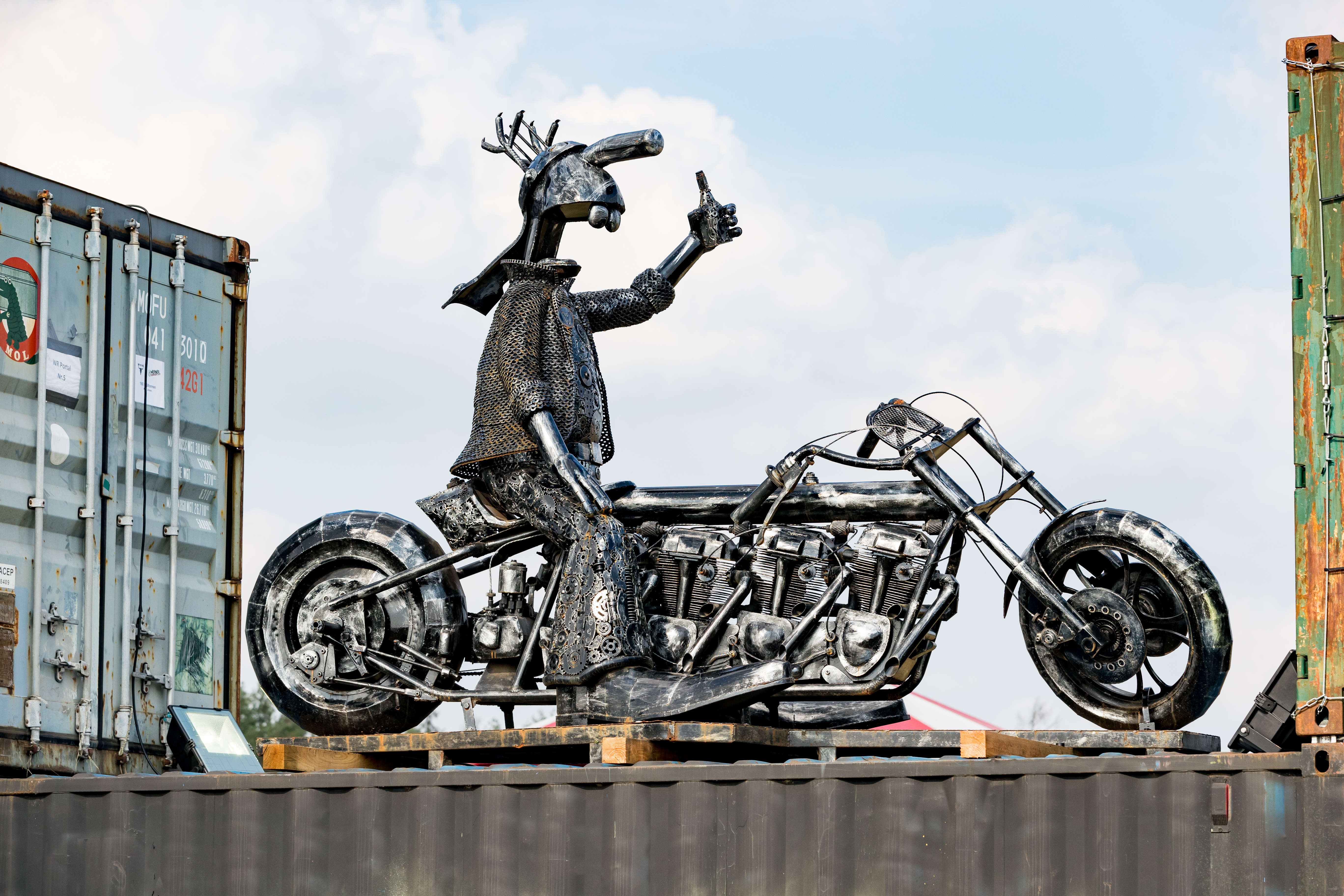
Eine Metallskulptur des Red Porsche Killer mit der Comicfigur Werner

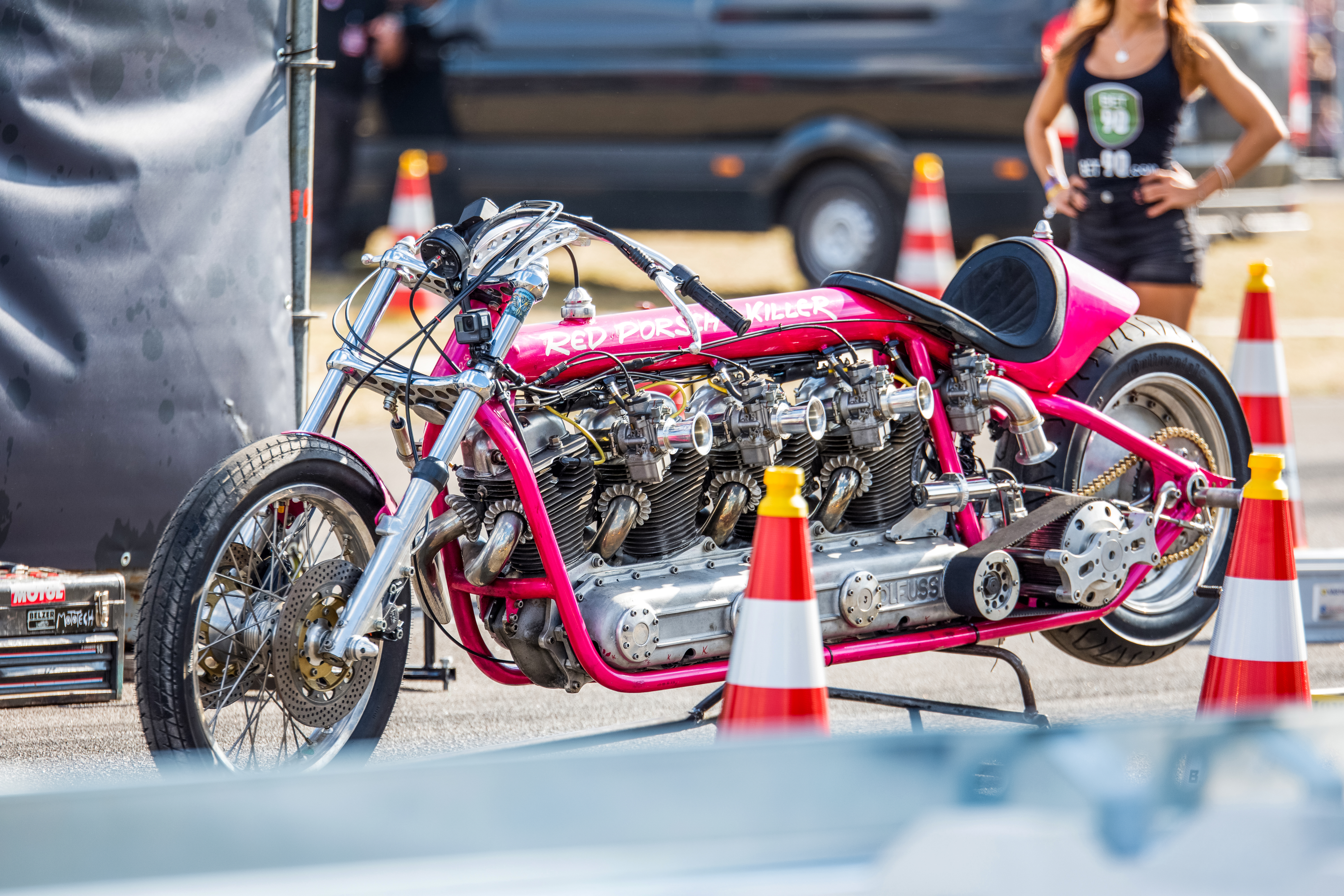
Technischer Stand 2018, mit geändertem Lenker und neuem Ansaugtrakt für den hintersten Zylinder

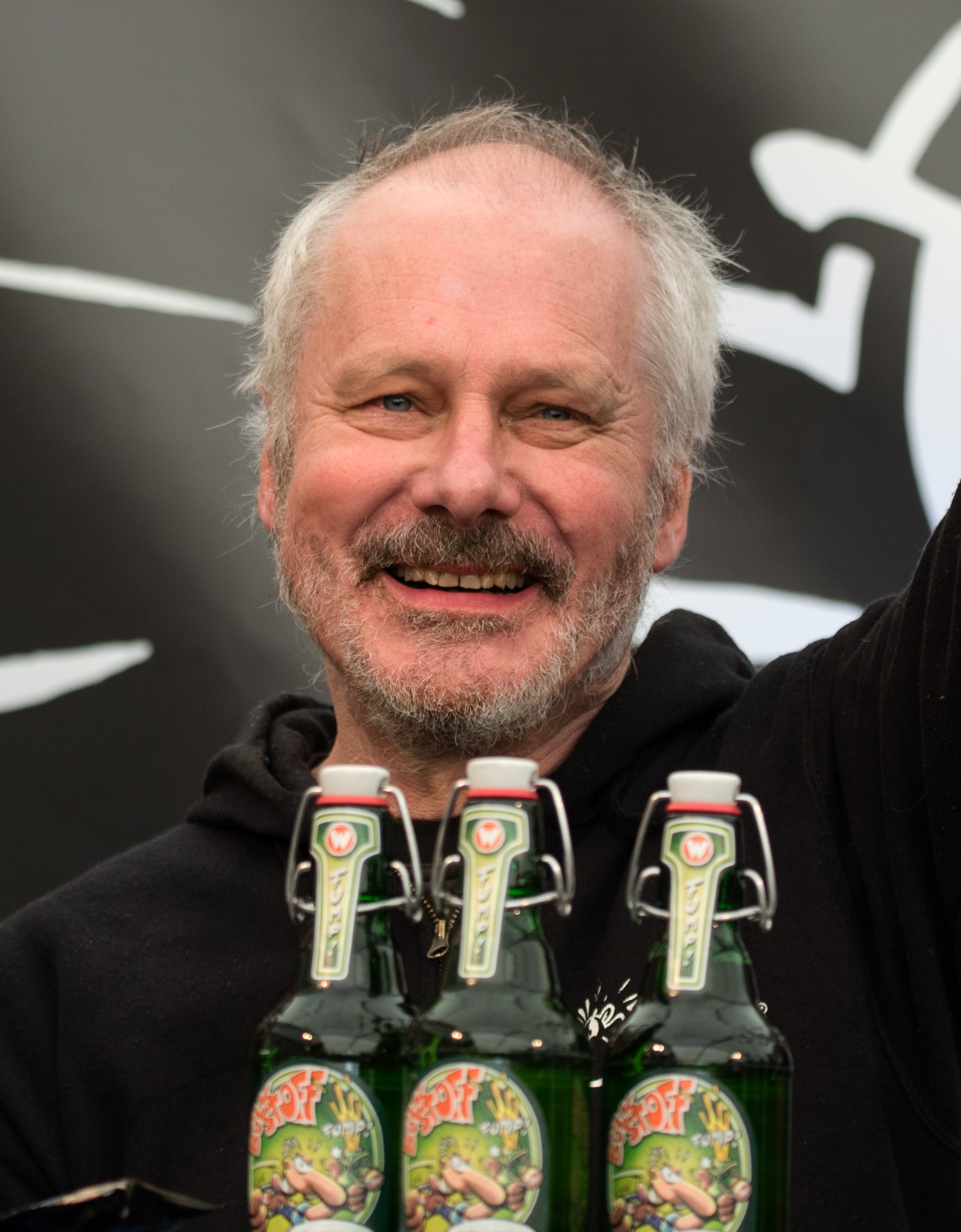
Wolfgang „Ölfuß“ Ußleber: der Konstrukteur und Erbauer des Red Porsche Killer (Pressekonferenz 2018)

Red Porsche Killer ist der Name eines Motorrads, das nach einer Idee des Comiczeichners Rötger Brösel Feldmann als Einzelexemplar aufgebaut wurde. Von der ersten Erwähnung (im Comic Werner Eiskalt) 1985, bis zum realen Rennen im September 1988 vergingen rund 3 Jahre. Der Red Porsche Killer ist technisch als Drag Bike für reine Beschleunigungsrennen auf gerader Strecke ausgelegt.

## Hintergrund

### Fiktional
Der Ursprung des Red Porsche Killer liegt im 1985 erschienenen Comicbuch Werner Eiskalt, im Kapitel „Das Rennen“. Dort entbrennt ein Streit zwischen den Protagonisten Werner (einem Horex-Schrauber) und Holgi (Porsche-Fahrer) über die Leistungsfähigkeit ihrer jeweiligen Fahrzeuge, was zur Vereinbahrung eines Wettrennens führt.
Dialog (Auszüge):

Holgi: Das is das schnellste Auto überhaupt

Werner: Da lach ich doch drüber – deinen Salzstreuer verblasen wir doch allemal

Holgi: Mit eurem Schrott? ... ihr seid doch froh, wenn euer Geraffel überhaupt anspringt

Werner: dich leder ich mit meiner Horex ab, Macker... wir mach‘n n Rennen…

Holgi: Da lach ich ja – das schafft ihr nie...

Werner: wir bauen einfach zwei Motor'n hinternander, – dann siehst DU kein Land mehr

Andi (Werners Bruder): Wir könn' auch vier Motor'n nehm, - dann siehst du Gaanix mehr!...
Im Comic wird das Motorrad gebaut und auf den bekannten Namen getauft. Das Rennen findet statt, endet aber unentschieden, da Werner in einen vom LKW gefallenen Auflieger mit Strohballen fährt, und Holgi wegen vergessenem Motorenöl einen Motorschaden hat.

### Real
Das Comic erreichte hohe Auflagezahlen und die Episode wurde sehr bekannt. Immer öfter erhielten Rötger Feldmann und sein Umfeld Anfragen, wann des Rennen „nun endlich stattfindet“. Dies führte letztlich zum Entschluss, die Geschichte tatsächlich umzusetzen, das Motorrad zu bauen und das Rennen in Verbindung mit einem Musikfestival unter dem Titel „Werner: Das Rennen“ zu veranstalten. Ursprünglich war geplant, das Rennen auf einem Teilstück der damals noch nicht eröffneten Autobahn 210 zwischen Kiel und Rendsburg durchzuführen, wofür die Organisatoren jedoch keine Genehmigung erhielten.

## Technik
Der ursprüngliche Plan sah vor, einfach vier Motoren einer Horex Regina hintereiander zu stellen, die Getriebe abzutrennen, und die Kurbelwellen über Primärketten miteinander zu verbinden. Diese Bauweise basiert auf den Drag Bikes der 1960er und 1970er Jahre, als Versuche unternommen wurden, mehrere Motoren hintereinander zu montieren. Zusammen mit eigens angefertigten Rahmen, angeschraubten Kompressoren und selbst konstruierten Primärantrieben entstanden gegen Ende dieser Area Bikes, die mit ihren bis zu drei hintereinander eingebauten Honda- oder Kawasaki-Vierzylindermotoren sowohl technisch als auch körperlich extrem schwer zu beherrschen waren.
Im Comic „Werner Eiskalt“ werden die Basis-Motoren definiert als: „Original HOREX Blockmotor, 400 ccm, 1955, 22 PS, Grauguß-Zyl.“, die Einsatz-Triebwerke werden als „modifiziertes Ölfuß-Aggregat, 600 ccm, 1985, 45 PS, Alu-Zylinder“ beschrieben. Ein altes Getriebe aus einer BSA sollte die Leistung an das Hinterrad übertragen, wurde aber letztendlich aus Stabilitätsgründen durch ein Sportgetriebe ersetzt, das für Harley-Davidson-Maschinen im Drag Racing angeboten wird. Eine ebenfalls im Buch abgebildete Tabelle (mit technischen Zeichnungen) gibt folgende Werte für den Red Porsche Killer an:
| Red Porsche Killer                                               | Red Porsche Killer |
| ---------------------------------------------------------------- | ------------------ |
| Hubraum                                                          | 2,4 l              |
| Bohrung                                                          | 84 mm              |
| Hub                                                              | 110 mm             |
| Leistung                                                         | 162 PS             |
| Max. Drehm.                                                      | 36 kpm bei 3200 U. |
| Vergaser                                                         | Dellorto 36 mm     |
| Getriebe                                                         | Zweigang           |
| Radstand                                                         | 2290 mm            |
| Höhe                                                             | 790 mm             |
| Sitzhöhe                                                         | 490 mm             |
| Anmerkung: Diese Daten sind unverändert aus dem Buch übernommen. |                    |

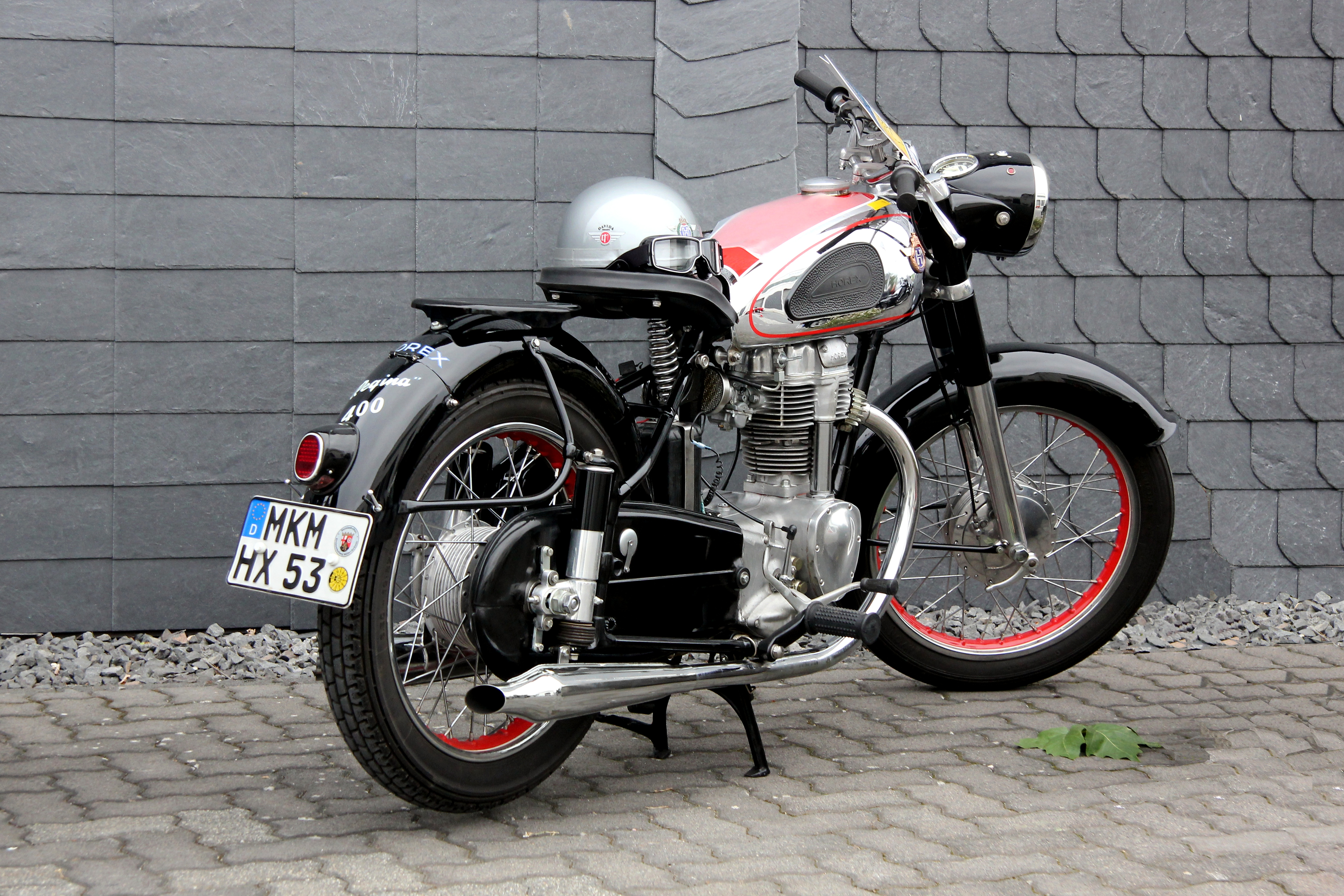
Horex Regina: Ihr 400 cm³ Einzylinder bildete die Basis für das 4-Zylinder-Triebwerk des „RPK“
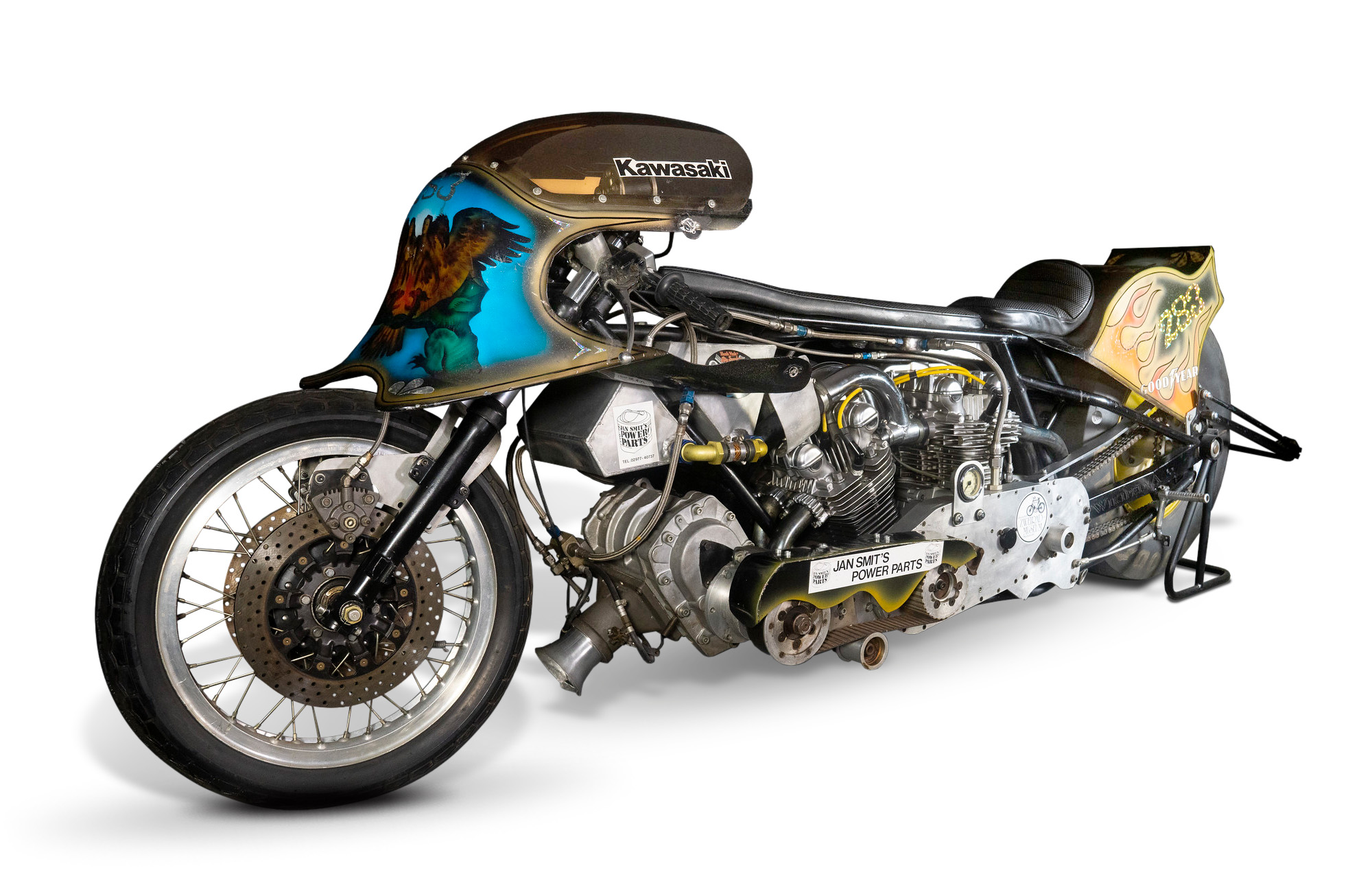
Top-Fuel-Bike mit zwei hintereinander verbauten Kawasaki 4-Zyl.-Motoren und vorgeschaltetem Kompressor (1976)

Sowohl im Comic als auch in der Realität ist Feldmanns Freund Wolfgang „Ölfuß“ Ußleber federführend für die Pläne des Red Porsche Killer und deren Umsetzung zuständig. Später wurde das Motorrad von Feldmanns Bruder Andi nochmal technisch weiterentwickelt.
- Die Motoren wurden für die erwarteten Belastungswerte modifiziert und Kurbelwellen, Pleuel, Lager und Kurbelwangen entsprechend angepasst bzw. extra angefertigt. Die Aluzylinder und Laufbuchsen für die einzelnen Motoren mit je 550 cm³ mussten ebenfalls eigens berechnet und angefertigt werden. Die gewuchteten Wellen und Lager wurden ebenfalls für das gewünschte Leistungsniveau ausgelegt.[2] Die Abgasentsorgung findet über acht ungedämpfte Einzelkrümmer statt.

- Aufwändige Umbauten waren an der hintersten Kurbelwelle notwendig, die über einen breiten Zahnriemen die Leistung an das Getriebe abgab. Von dort sorgte eine Kette für den Hinterradantrieb.[2]
- Das Synchronisieren aller relevanten Elemente erwies sich ebenfalls als sehr arbeitsintensiv. Dazu wurden nicht nur die Vergaser auf den gleichen Durchfluss eingestellt, sondern auch die Zündzeitpunkte und deren Verstellung bei höheren Drehzahlen exakt abgestimmt.
- Der Rahmen und die dazugehörigen Komponenten (z. B. Gabel) sind eine komplette Eigenentwicklung.
- Die Bremsanlage wurde modifiziert, und ein System von Brembo (Doppelscheibe vorne / Scheibe hinten) verbaut
- Gestartet wird das Motorrad über einen externen Anlasser.
- Die Gesamtkosten für das Projekt beliefen sich damals auf 280.000 DM, das entspräche 2025 einem (inflationsbereinigten) Betrag von 288.400,00 €[5]
- Für das Rennen 2018 wurde das Motorrad von Rötgers Bruder Andi Feldmann nochmals weiterentwickelt: Der vierte Motor bekam (Zitat) „Umbiegungssnüffelstücke“ – im typischen Werner-Slang steht dies für nach hinten gerichtete Ansaugrohre, die so nicht mehr von den Beinen des Fahrers abgedeckt werden können.[6]

In der sportlichen Drag-Racing-Szene wurde das Motorrad für die technische Umsetzung des Projekts und seine Originalität durchweg gelobt. Die reine Wettbewerbsfähigkeit unter realen Rennbedingungen und in einer offiziellen Meisterschaft wurde eher gering eingeschätzt. Das liegt zu einem großen Teil an der äußerst schwierigen Einordnung in eine passende Wettkampfklasse und an der technischen Leistungsfähigkeit der Konkurrenten in den möglichen Kategorien.

## Sportliche Bilanz

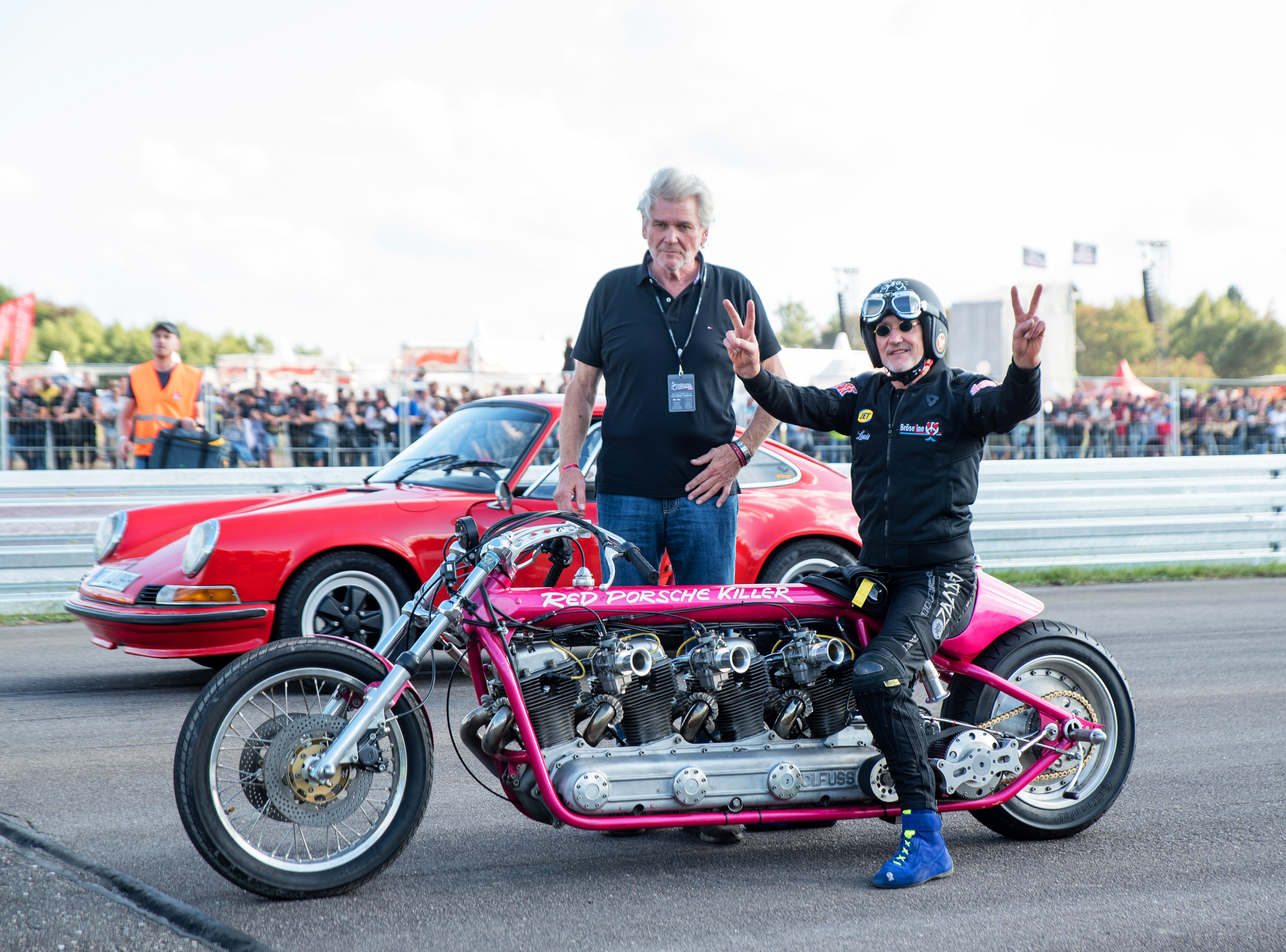
Holger Henze (stehend), Rötger Feldmann und ihre Fahrzeuge: die Protagonisten der fiktiven Renngeschichten aus den Comics und den realen Veranstaltungen

- Das erste Rennen fand im September 1988 auf dem Flugplatz Hartenholm (Schleswig Holstein) im Rahmen eines dreitägigen Festivals statt. Das eigentliche Rennen ging über 600 Meter – also deutlich über der klassischen Drag-Racing-Distanz von 402,34 m (Viertelmeile) hinaus und dauerte 20 Sekunden. Nachdem Rötger „Brösel“ Feldmann auf seinem Red Porsche Killer auf den ersten 50 Metern in Führung gelegen war, wurde er von Holger Henze in seinem auf 215 PS (158,13 kW) getunten Porsche 911 mit deutlichem Geschwindigkeitsüberschuß passiert. Feldmann erklärte später, dass er sich verschaltet habe und im zweiten statt im ersten Gang gestartet sei und deshalb während des Rennens mehrfach versucht habe, in den vierten Gang zu schalten, ohne zu bemerken, dass er diesen bereits eingelegt hatte. Zudem hatten seine Beine die Ansaugrohre (Zitat: „Snüffelstücke“) des vierten Motors abgedeckt, sodass dieser zu wenig Luft bekam.[7]
- Zweites Rennen: Im September 2004 kam es auf dem Lausitzring zu einer Neuauflage des Rennens. Rötger Feldmann verlor aufgrund technischer Probleme, als er bei drei Startversuchen jeweils nach wenigen Metern stehenblieb.[8][9][10] Ölfuß Ußleber bewältigte später (außer Konkurrenz) die 250-Meter-Distanz.
- Das dritte Rennen fand vom 30. August bis zum 2. September 2018 wieder auf dem Flugplatz Hartenholm statt.[11] Feldman gewann das diesmal über die klassische Achtelmeile (201,17 m) ausgetragene Rennen mit 10,08 Sekunden knapp vor Henze.[12][6]
- Eine vierte Veranstaltung mit dem Titel „Das Werner Rennen“ fand als „Motorsportfestival“ Ende August 2019 in Hartenholm ohne Beteiligung des Red Porsche Killer statt. Feldmanns Bruder Andi trat dabei in einem reinen Auto-Dragrace (das von Brösel kommentiert wurde) gegen Konny Reimann an.[13][14]

## Sonstiges
Der Modellbausatzhersteller Revell brachte 2001 einen Plastikbausatz des Motorrads heraus, der aber wegen eines Einspruchs von Porsche unter der Bezeichnung Red XXXXXXX Killer in die Läden kam.